# 横浜宝塚劇場
横浜宝塚劇場（よこはまたからづかげきじょう）は、かつて横浜の馬車道にあった劇場である。映画上映や、宝塚歌劇団などの公演が行われた。現在は、跡地には関内ホールが建っている。

## 歴史
宝塚大劇場と東京宝塚劇場で成功を収めた実業家の小林一三は、全国主要都市での劇場展開の先がけとして、横浜市住吉町4丁目の馬車道に面した清水組（現 清水建設）所有地を購入。1934年（昭和9年）10月に清水組の施工により着工、翌1935年3月に完成した。鉄筋コンクリート構造3階建て。建坪410坪、延床面積830坪。客席定員は1440人であった。名称は、当初は「宝塚横浜映画劇場」の名で計画され、着工時には「東宝会館」に変更。開館時には「横浜宝塚劇場」に改められた。市民からは「横宝（よこほう）」と呼ばれ親しまれた。
1935年4月1日に開館。記念公演はアメリカ映画の『キャラバン』と日本映画の『女優と詩人』の二本立てで、入場料は1階席50銭・2階席1円であった。同年5月17日から26日にかけては、横浜で初の宝塚歌劇団の公演として星組による舞踊『宝三番叟』、オペレッタ『アルルの女』、舞踊『奴道成寺』、オペレッタ・レビュー『シェーネスベルリン』が上演された。6月15日から24日の10日間は、演劇第2弾として新国劇の行友李風作『国定忠治』と藤島一虎作『薩摩隼人』が上演された。11月15日から24日にかけては、本劇場初の歌舞伎公演として坂東蓑助、市川壽美蔵らが出演する『人間万事金世中』『屋上の狂人』『京鹿子娘道成寺』『新版太閤記』が上演された。1937年に日中戦争が開戦すると、その年の8月・9月の公演は軍事劇が中心となったが、柳家金語楼による『金語楼の陸戦隊』など非常時向けのユーモラスな作品も上演された。東宝の若手俳優陣が江東劇場で旗揚げした「東宝新興劇」が1938年夏に上演した「お化け大会」は本劇場始まって以来の空前の客入りで、一日3回まわしで5～6000人の観客が公演を楽しんだ。「お化け大会」は翌年にも開演され、好評を博している。1939年8月26日付で横浜貿易新報が報じた同年7月の馬車道・伊勢佐木町地区13館の興行成績によると、横浜宝塚劇場の総入場人員は97231人、総収入40397円で、客数こそ伊勢佐木町の横浜オデヲン座に及ばなかったものの収入では4500円あまり上回った。1938年12月には、前年に『別れのブルース』でヒットを飛ばした淡谷のり子のリサイタルが開催された。
1942年4月1日より映画配給が社団法人映画配給社に一元化された。横浜の封切り館は4館で、本劇場と横浜オデヲン座は紅系、横浜常設館と横浜日活館は白系に分けられた。1945年8月15日の終戦時点ではガラスが割れるなどの被害があったが、進駐軍に接収された横浜オデヲン座に比べ再開は早く、11月には笠置シヅ子のショーが開かれ、同月下旬には三遊亭金馬による戦時の市民生活を風刺した噺や松旭斎天洋の奇術で浜っ子に笑いをもたらした。1953年8月12日、山口銀次とマヒナスターズ、富樫貞子、山田周平らが出演する「ハワイアンパラダイス」を以って、ショーの実演を終了。以降は洋画専門館に転換した。
1952年にサンフランシスコ条約が発効すると、関内地区の接収は徐々に解除されていった。東宝社長の小林一三は、横浜宝塚劇場のかねてからの経営不振は、周囲がオフィス街であることが原因と考え、同年7月にアミューズメントセンターを建設して一大娯楽街を作り上げる構想を発表。用地買収交渉は難航したが、1953年9月に地権者との土地売買契約が締結。1956年3月12日、横浜宝塚劇場の斜め向かいに横浜東宝会館が開館。当初構想に比べるとやや小ぶりであるものの、4スクリーンの映画館が入り総客席数2874席の大規模な施設となった。
テレビの普及などによる観客の減少のため、1969年9月に映画『地獄変』の上映を以って横浜宝塚劇場としての営業を終了。横浜市が劇場を買い取り、1970年1月25日に「横浜市民ホール」として再開した。その後老朽化により、隣接する旧中区役所の敷地と合わせて、横浜市市民文化会館関内ホールに建て替えられた。

## 逐次刊行物
横浜宝塚劇場では、3種類の逐次刊行物を発行していた。
- 「横浜宝塚劇場ニュース」 - 4ページのリーフレット形式。プログラムに相当するもので、開館当初から発行。表紙には、東宝系のプログラムに共通の五線譜の縁取りが見られた。
- 「横宝フォア・キャスト」 - 4ページのリーフレット形式。 本劇場で上映する映画の批評を掲載していた。
- 「横宝レポート」 - 本劇場で上映する映画・演劇を紹介するもので、読者投稿欄を設けていたことが特徴である。劇場から観客に向けたメッセージ的な記事もあり、映画・演劇ファンと劇場の交流の場となっていた。